# The Badge - Inchiesta scandalo
The Badge - Inchiesta scandalo (The Badge) è un film del 2002, diretto da Robby Henson.

## Trama
Nella parrocchia di La Salle in Louisiana, presa dalle imminenti elezioni e dalle controversie per la futura apertura di un casinò, lo sceriffo Darl Hardwick conduce le indagini sull'assassinio di una donna transessuale. Scarlett, la moglie della vittima giunta da New Orleans, dà ulteriore impulso a Darl, inizialmente pieno di pregiudizi ma poi motivato anche da un possibile coinvolgimento del potente giudice locale che appoggia il governatore democratico ricandidato e che lui odia, forse anche per gelosia verso la sua ex moglie con la quale vorrebbe un rappacificamento.
Le sue indagini si interrompono quando viene ingiustamente accusato di violenza sessuale nei confronti di una cameriera minorenne. Darl, sentendosi defraudato e disonorato, prosegue da solo le indagini recandosi a New Orleans. Qui si invaghisce di Scarlett, che si divide tra i lavori di cantante e spogliarellista, scoprendo poi che è amica del fratello omosessuale che lui costrinse ad andare via di casa per non ostacolare la propria carriera.
Con l'intensificarsi delle indagini i due vengono minacciati e per sfuggire agli uomini del giudice cercano protezione presso il comitato del candidato repubblicano dove fanno una scoperta sorprendente. In pratica entrambi i partiti sono d'accordo per non creare un polverone su un caso che darebbe scandalo su tutti i fronti. I repubblicani ammettono di avere ingaggiato una donna transessuale con il preciso intento di incastrare il rivale ma ora, alla luce di quanto accaduto, entrambe le parti hanno interesse a prendere le distanze da un assassinio verso il quale tutti assicurano la propria estraneità.
L'intreccio politico sembra districato ma l'omicidio resterebbe inspiegabile fino a quando non vengono ricostruiti minuziosamente gli ultimi passi della vittima scoprendo così che l'assassino è l'uomo della stazione di servizio, un guardone violento e represso cui la visione della donna transessuale deve aver fatto scattare un raptus risultato poi fatale. Nel finale Darl è riscattato e gode non solo della fiducia di Scarlett ma, vinta l'omofobia, anche della ritrovata amicizia col fratello David.

## Produzione
Il film è girato interamente in Louisiana.

## Distribuzione
Presentato al New Orleans Film Festival nell'ottobre del 2002 è stato poi distribuito nel mercato direct-to-video.

## Riconoscimenti
Il film è stato candidato nella categoria per il miglior film per la televisione ai GLAAD Media Awards 2003.